# 맥팔랜드 표준액

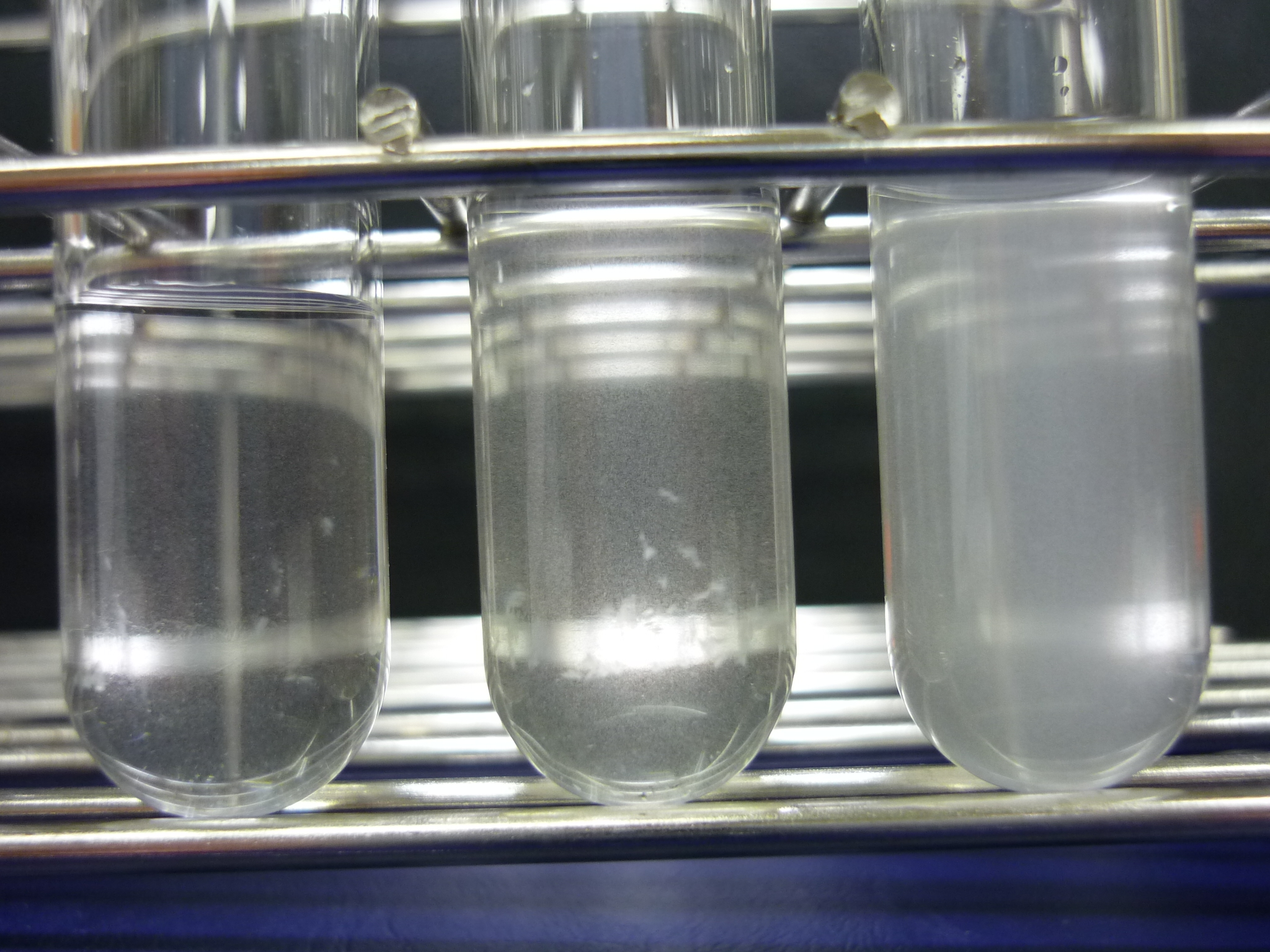
맥팔랜드 표준액. No. 0.5, 1, 2

미생물학에서 맥팔랜드 표준액(McFarland standards)은 염화 바륨과 황산을 섞어 만든 표준 용액이다. 미생물 검사를 표준화하기 위해 세균의 수가 주어진 범위 내에 있도록 세균 현탁액의 탁도를 조절하는 표준으로 사용된다. 그 예시로는 최소 저지 농도를 측정하는 항생제 감수성 검사가 있다. 현탁액 농도가 너무 높거나 낮으면 위양성이나 위음성(즉, 해당 항생제에 내성이 없는데 있거나 있는데 없다고 판정) 결과가 나올 수 있다. 이 표준액을 검사 대상인 용액과 육안으로 탁도를 비교하여 어떤 표준액과 일치하는지 검사하는 것을 맥팔랜드 비탁법(McFarland nephrometry)이라고 한다.
원래 맥팔랜드 표준액은 염화 바륨과 황산을 특정량만큼 혼합하여 만들어졌다. 두 물질을 섞으면 황산 바륨이 침전하여 용액을 탁하게 만든다. 0.5 맥팔랜드 표준액은 1.175% 염화 바륨 이수화물 (BaCl2•2H2O) 0.05mL와 1% 황산 (H2SO4) 9.95mL를 섞어 만든다.
| 맥팔랜드 표준액 No.                | 0.5      | 1     | 2     | 3     | 4     |
| 1.0% 염화 바륨 (mL)                | 0.05     | 0.1   | 0.2   | 0.3   | 0.4   |
| 1.0% 황산 (mL)                     | 9.95     | 9.9   | 9.8   | 9.7   | 9.6   |
| 대략적인 세포 밀도 (1X10^8 CFU/mL) | 1.5      | 3.0   | 6.0   | 9.0   | 12.0  |
| 투과도 (%) *                       | 74.3     | 55.6  | 35.6  | 26.4  | 21.5  |
| 흡광도 *                           | 0.08~0.1 | 0.257 | 0.451 | 0.582 | 0.669 |

* - 파장 600nm 기준